# Двушпорест франколин
Двушпорестите франколини (Pternistis bicalcaratus) са вид птици от семейство Фазанови (Phasianidae).
Разпространени са в открити местности с отделни дървета в тропическите области на Западна Африка с изолирани популации в Мароко. Хранят се с разнородна растителна храна и с насекоми.